# Grand Prix d'Isbergues 2005
Il Grand Prix d'Isbergues 2005, cinquantanovesima edizione della corsa e valida come evento dell'UCI Europe Tour 2005, si svolse il 18 settembre 2005, per un percorso totale di 200 km. Fu vinto dal francese Niko Eeckhout che giunse al traguardo con il tempo di 4h30'30" alla media di 44,362 km/h.
Partenza con 162 ciclisti, dei quali 98 portarono a termine il percorso.

## Ordine d'arrivo (Top 10)
| Pos. | Corridore         | Squadra       | Tempo    |
| ---- | ----------------- | ------------- | -------- |
| 1    | Niko Eeckhout     | Ch. Jacques   | 4h30'30" |
| 2    | Stefan van Dijk   | Mr Bookmaker  | s.t.     |
| 3    | Robbie McEwen     | Davitamon     | s.t.     |
| 4    | Matti Breschel    | Team CSC      | s.t.     |
| 5    | Jens Renders      | Mr Bookmaker  | s.t.     |
| 6    | Mathieu Claude    | Bouygues Tél. | s.t.     |
| 7    | Yon Bru-Pascal    | Kaiku         | s.t.     |
| 8    | Philippe Gilbert  | F. des Jeux   | s.t.     |
| 9    | Cédric Vasseur    | Cofidis       | s.t.     |
| 10   | Christophe Brandt | Davitamon     | s.t.     |